# Mas monàstic

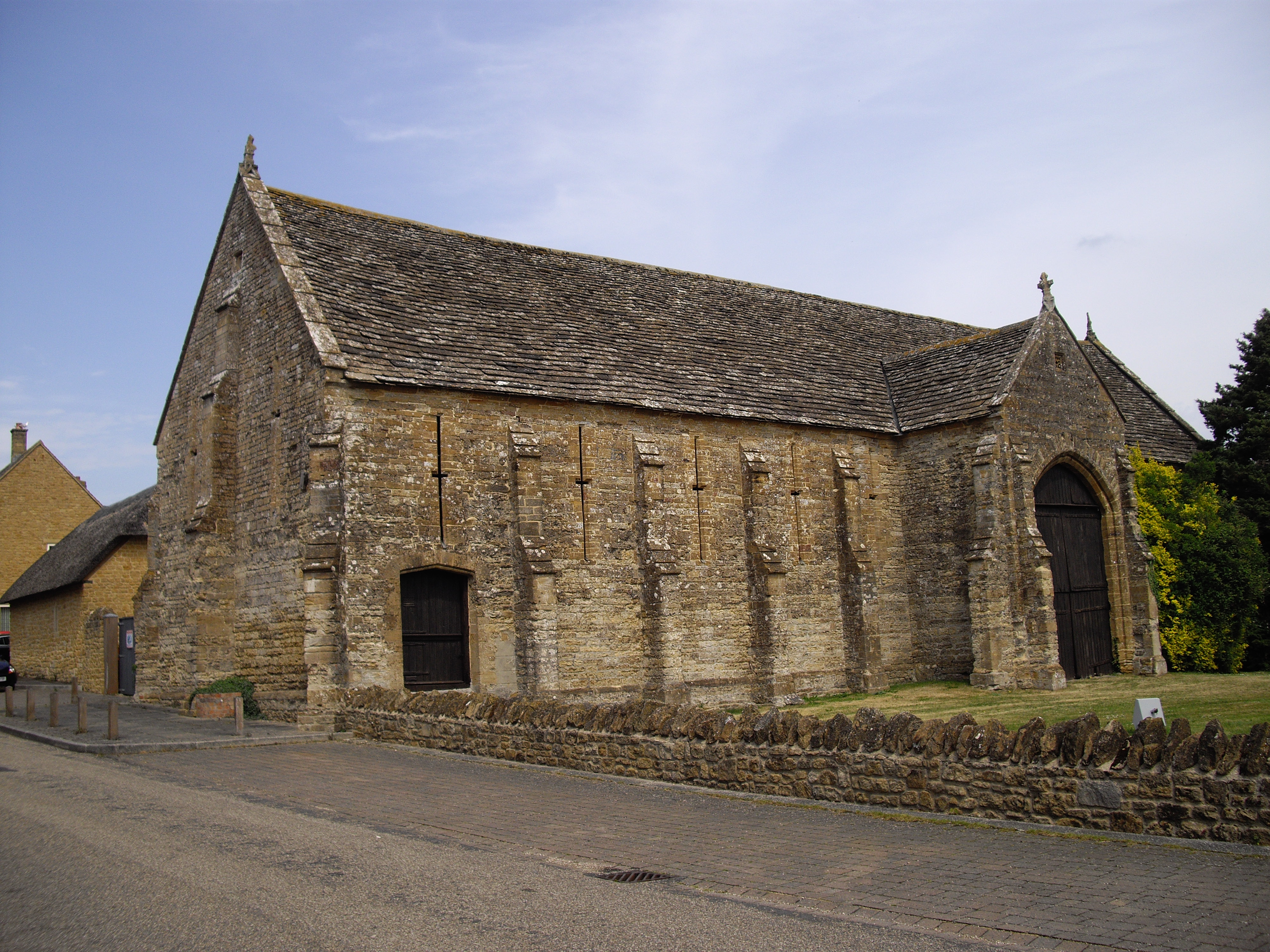
L'Abbey Barn de Yeovil, a Somerset (Regne Unit).

Un mas monàstic (usualment anomenat granja monàstica) era un domini perifèric sovint agrícola (i de vegades també dedicat a la ramaderia o a l'explotació forestal) que pertanyia a un monestir i era emprat per a la producció de menjar a la Gran Bretanya, Irlanda o Àustria. A França una granja satèl·lit, sovint una rèplica en escala reduïda de la casa mare, era una doyenné, és a dir, un "deganat" sota la guia local d'un degà. En el context anglès, "grange" sovint és específicament emprada per referir-se al mas envoltat pels seus edificis de granja. A Catalunya, els monestirs cistercencs, com Poblet o Santes Creus, també tenien granges.

## Instal·lacions
Aquests masos, com altres senyorius, eren finques destinades a la producció d'aliments, centrats en una casa de camp amb els seus edificis i possiblement incloent d'altres instal·lacions com un molí o un graner. Aquests masos eren particularment importants pels monestirs de base urbana, i podien estar situats a certa distància. Podien cuidar el bestiar o produir cultius. Aquests cultius especialitzats podien ser pomes, llúpol o raïm per fabricar begudes o herbes per a la infermeria. Molts masos incloïen vivers de peix per subministrar el menjar dels divendres al monestir. La producció tant podia ser per mantenir els monjos com per ser venut amb finalitat lucrativa. Els masos afavorits podien ser emprats com a llocs de recés per l'abat. Aquests masos sovint són anomenats erròniament monestirs. Malgrat tot, tot i que en general estaven sota control monàstic, molts rarament veien un monjo i el dia a dia s'efectuava sota la supervisió d'un majordom i amb el treball de jornalers locals o potser germans laics.

## Gran Bretanya
Amb la Dissolució dels monestirs, tots els senyorius monàstics van ser confiscats pel rei Enric VIII. Van ser venuts o cedits a la noblesa i a l'alta burgesia. Els masos sovint van mantenir els seus noms anteriors i alguns encara es poden trobar al paisatge britànic actual.

## Irlanda
Tot i que inicialment només una descripció de l'àrea emprada per a la producció de menjar, a Irlanda el mot "Grange" sovint es convertí en el nom de la comarca o la parròquia, substituint el nom anterior. Molts comtats irlandesos tenen un lloc anomenat "Grange".
Al segle xi, l'abadia de Santa Maria de Trim, al comtat Meath, es va subministrar del menjar de diverses masos, incloent un situat a Killenagolach, prop de l'antic bisbat de Ardbraccan (actualment 'Bohermeen'), a cinc milles de la ciutat. Finalment, "Grange" substituí Killenagolach com a nom de la comarca i la parròquia actual, i ha mantingut el nom fins a l'actualitat.

## Àustria
Àustria és la llar de diversos masos a gran escala construïts per l'orde cistercenc als segles xii i xiii.
Un dels cellers més antigues d'Europa Central, el Lilienfelderhof (Lilienfelder Hof) a Pfaffstätten, a 30 km al sud de Viena, remunta la seva història a una dotació feta pel Babenberger Leopold VI Duc d'Àustria ("el Gloriós") als monjos cistercencs de l'abadia de Lilienfeld en 1202, encara que la propietat com a tal (a diferència de la dotació) que tradicionalment data a 1209. El 2006, el Lilienfelder Hof va ser adquirida per la Fundació Privada Kartause Gaming, dirigida per l'arquitecte Walter Hildebrand, sobre la base d'un arrendament de 99 anys (Baurecht). La fundació es troba actualment en procés de restauració i revitalització tant els nombrosos edificis i 20 hectàrees de vinyes.
La finca Thallern a Gumpoldskirchen, un altre mas cistercenc, propietat de l'abadia de Heiligenkreuz, data de 1147.